# Aetius maculatus
Aetius maculatus is een spinnensoort uit de familie van de loopspinnen (Corinnidae).
De wetenschappelijke naam van de soort werd in 2022 gepubliceerd door Zhang, Mu en F. Zhang.
De soort komt voor in China.